# 韦尔东 (多尔多涅省)
韦尔东（法語：Verdon，法語發音：[vɛʁdɔ̃]）是法国多尔多涅省的一个市镇，属于贝尔热拉克区。

## 地理
韦尔东（44°48'38"N, 0°37'51"E）面积4.95 平方千米，位于法国新阿基坦大区多爾多涅省，该省份为法国西南部内陆省份，是法國本土面积第三大的省，大致对应佩里戈尔地区，北起顺时针与夏朗德省、上维埃纳省、科雷兹省、洛特省、洛特-加龙省、吉倫特省和滨海夏朗德省接壤。
与韦尔东接壤的市镇（或旧市镇、城区）包括：圣阿涅、圣欧班德朗凯、圣日耳曼和蒙斯、朗凯、福村。

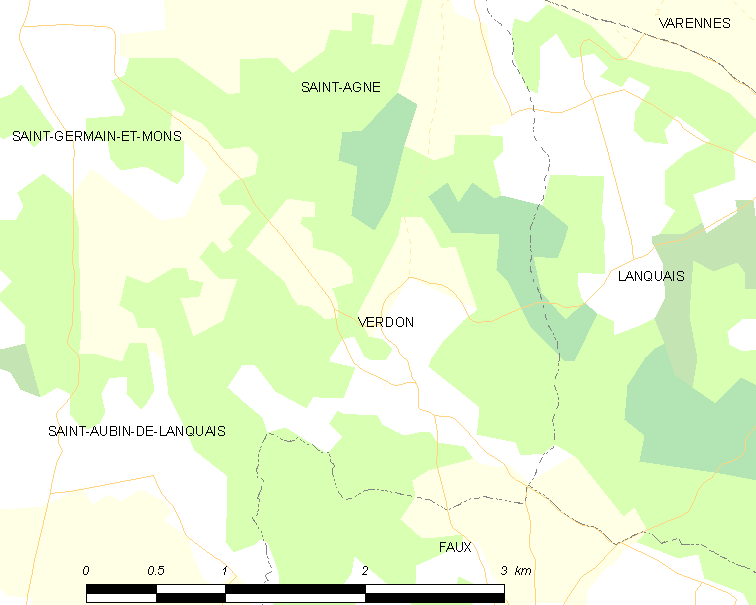
的OSM定位图

韦尔东的时区为UTC+01:00、UTC+02:00（夏令时）。

## 行政
韦尔东的邮政编码为24520，INSEE市镇编码为24570。

## 政治
韦尔东所属的省级选区为拉兰德县。

## 人口

1962-2008年间人口变化图示

韦尔东于2022年1月1日时的人口数量为36人。